# US Tshinkunku
Union Sportive Tshinkunku znany jako US Tshinkunku – kongijski klub piłkarski grający w pierwszej lidze kongijskiej, mający siedzibę w mieście Kananga.

## Sukcesy
- Linafoot[1]:
  - zwycięstwo (1):  1985.

- Coupe du Congo[2]:
  - zwycięstwo (1):  2012.

## Występy w afrykańskich pucharach
| Sezon | Rozgrywki           | Runda | Kraj     | Klub              | Dom | Wyjazd | Dwumecz |
| ----- | ------------------- | ----- | -------- | ----------------- | --- | ------ | ------- |
| 1986  | Puchar Mistrzów     | 1     | Burundi  | AS Inter Star     | 1–1 | 1–2    | 2–3     |
| 2012  | Puchar Konfederacji | 1     | Eswatini | Royal Leopards FC | 1–2 | 1–1    | 2–3     |

## Stadion
Domowe mecze klub rozgrywa na stadionie o nazwie Stade des Jeunes w Kanandze, który może pomieścić 10000 widzów.

## Reprezentanci kraju grający w klubie
Stan na kwiecień 2023.
| - Pascal Kalemba - Bawaka Mabele - Emmanuel Ngenyibungi | - Jean Kalala Ntumba - Zacharie Tshibangu - Mao Kalisa |